# Анмас
Анмас (фр. Annemasse) — коммуна во Франции, департамент Верхняя Савойя, регион Овернь — Рона — Альпы. Является центром кантона Анмас. Округ коммуны — Сен-Жюльен-ан-Женевуа. Код INSEE коммуны — 74012. Мэр коммуны — Кристиан Дюрюсе, мандат действует на протяжении 2014—2020 гг.
Анмас расположен на границе со Швейцарией, приблизительно в 8 километрах к востоку от Женевы. Это вторая по величине коммуна в департаменте с населением в 36 250 человек (2018 год).

## Географическое положение
Анмас является частью метрополитенского района Женевы. Он расположен в 2 км от швейцарской границы и в 45 км от Анси, префектуры департамента. На западе от Анмаса находится гора Салев (1300 м) и река Арв, на востоке — гора Вуарон (1450 м), на севере — швейцарская граница.
Климат коммуны умеренный под влиянием Альп и Женевского озера. Самые холодные месяцы — январь и февраль, а самые жаркие — июль и август. 80 дней в году заморозки. Минимальное средняя температура равна −1 °C, а максимальная средняя температура 26 °С. Годовое количество осадков составляет 975,7 мм; 118 дождливых дней в году.

## Экономика
Основной вид деятельности — торговля. Благодаря нынешней курсовой ситуации, большое количество швейцарских жителей приходят в Анмас для закупки продовольствия и других товаров. Значительная часть населения работает в Женеве, где зарплаты выше, чем во Франции.

### Компании
В Анмас находится 1898 предприятий, большей частью магазины и сервисы. Три основные компании, работающие в Анмасе: Parker Hannifin (оборот: 134 млн €), Siegwerk (107 млн €) и Giant Casino Annemasse (17 млн €, увеличился в 2003 году).

## Транспорт
Аннемас является важным транспортным узлом. В городе проходит последний съезд французской автомагистрали А40 до швейцарской границы. Город связан с Анси через шоссе А41. Местные перевозки осуществляется шестью автобусными линиями по компании TP2A. Трамвайная линия в Женеву открыта в 2019 году.
В Анмасе есть железнодорожная станция с 1880 года. Это вторая по важности станция департамента. Проект КОВА позволит расширить существующее железнодорожное сообщение между Анмас и Женевой.
Анмас также обслуживает небольшой аэропорт для небольших туристических и деловых самолетов.

## Администрация
Городской район Анмаса — вторая по величине агломерация в департаменте Верхняя Савойя.
Мэром города в 1977—2008 гг был Роберт Боррел от Социалистической партии. Кристиан Дюпесе был избран мэром в 2008 и в 2014 гг.

## История
Доисторический период и галло-римский период
Около 300 г. до н. э. регион был заселен преимущественно аллоброгами. На горе Салев находятся археологические раскопки.
Развитие небольшого сельского городка на перекрестке дорог, на выходе из долины Арв16. На территории коммуны был найден галло-римский памятник.
Недавний город с сельским прошлым
В VI веке здесь была освящена церковь Максимом, епископом Женевы, и святым Авитом, епископом Вьенны.
Географическое положение города обрекает его на очень длительную стагнацию, которая еще больше усугублялась соперничеством между городом Кальвина и принцами Савойи, от которых он зависел, в средневековый, новый и новейший периоды.
Принадлежащий к герцогству Савойскому, а точнее к провинции Каруж, Аннемасс был французским городом с 1792 по 1815 год, в департаменте Монблан, затем в департаменте Леман. Столица кантона, находившегося под управлением консульства, насчитывала всего 600 жителей по данным первой переписи 1801 года, которые в то время жили за счет сельского хозяйства и рынков Женевы. В 1815 году он был возвращён Королевству Пьемонт-Сардиния.
Во время дебатов о будущем герцогства Савойского в 1860 году население не очень благосклонно отнеслось к идее объединения северной части герцогства со Швейцарией. Петиция распространяется в этой части страны (Шабле, Фосиньи, к северу от Женевы) и собрала более 13 600 подписейПримечание 4, в том числе 64 за коммуну. Такая низкая численность населения при населении более 1000 человек отчасти объясняется страхом потерять преимущества границы и оказаться низведенным до положения пригорода Женевы». Герцогство было воссоединено после плебисцита, состоявшегося 22 и 23 апреля 1860 года, на котором 99,8% савойцев ответили «да» на вопрос «Хочет ли Савойя воссоединения с Францией?».

## Образование
Детские сады
Буа-Ливрон, Марианна-Кон, Жан-Мермоз, Лафонтен, Ютены, Сент-Экзюпери, Академия Монтесюит
Начальные школы
Государственные школы: Буа-Ливрон, Марианна-Кон, Жан-Мермоз, Лафонтен, Ле-Ютен, Сент-Экзюпери, Академия Монтесюит
Частные школы: Шамаретт, Сен-Франсуа
Средние школы
Мишель-Серве, Академия Монтесю, Жак-Превер
Средние школы
Общее образование: Les Glières (интегрированное высшее образование BTS)
Общее и техническое образование: Жан-Моне
Профессиональное образование: Le Salève
Школа изящных искусств

## Религия
В Анмасе находятся две католические церкви: Сен-Андре и Сен-Жозеф, одна синагога, две мусульманские мечети, а также несколько протестантских церквей.

## Галерея
- Река Арв
- Железнодорожный вокзал
- Мэрия
- Костёл Сен-Андре

## Города-побратимы
- Гаггенау
- Серадз
- Буабриан